# Sumiswald
Sumiswald – gmina (niem. Einwohnergemeinde) w Szwajcarii, w kantonie Berno, w regionie administracyjnym Emmental-Oberaargau, w okręgu Emmental. 31 grudnia 2020 liczyła 5 044 mieszkańców.

## Transport
Przez teren gminy przebiega droga główna nr 23.